# Cambarus chasmodactylus
Cambarus chasmodactylus är en kräftdjursart som beskrevs av James 1966. Cambarus chasmodactylus ingår i släktet Cambarus och familjen Cambaridae. IUCN kategoriserar arten globalt som livskraftig. Inga underarter finns listade i Catalogue of Life.